# Marcel Vigouroux
Marcel Vigouroux, né le 23 août 1904 à Saint-Selve (Gironde) et mort le 4 juin 1978 à Nice, était un militaire français. Diplômé de l’école centrale Paris (promotion 1927), il est devenu pilote dans l’armée de l'air. Il a commandé le Groupe de bombardement I/25 Tunisie durant la Seconde Guerre mondiale. Il a quitté l’uniforme en 1950 pour entamer une seconde carrière dans le civil.